# Sul'dam
Sul'dam (in de Oude Spraak: teugelhouders) zijn in de fictieve fantasyserie het Rad des Tijds, geschreven door Robert Jordan, Seanchaanse vrouwen die op de drempel van geleiden staan maar dit niet doen. Ze zijn de beteugelaars van de damane, Seanchaanse Aes Sedai.
Sul'dam zijn vrouwen in Seanchan die in Randland wilders zouden worden genoemd, vrouwen die kunnen leren geleiden, maar dit niet zonder hulp kunnen. In Randland leidden de Aes Sedai deze vrouwen op, maar in Seanchan is dit heel anders: daar houden de sul'dam de Aes Sedai in slavernij.
De sul'dam kunnen de damane via de a'dam beheersen omdat ze zelf kunnen leren geleiden en dus een ter'angreaal aankunnen, maar dit niet uit zichzelf leren zodat ze zich nooit tegen het keizerrijk kunnen gaan verzetten. Sul'dam die de waarheid onder ogen te zien krijgen in Randland weigeren botweg dit feit te erkennen, omdat ze dan zelf ook damane zouden zijn.
Tijdens de Corenne (Seanchaanse term) komen de Seanchanen erachter dat sul'dam wel degelijk kunnen geleiden. Het wordt echter angstvallig geheimgehouden om het keizerrijk te redden. Er zijn zelfs enkele sul'dam die echt leren geleiden van Aes Sedai.